# Tega Odele
Tega Peter Odele (* 6. Dezember 1995 im Bundesstaat Delta) ist ein gesperrter nigerianischer Leichtathlet, der vor allem im 200-Meter-Sprint an den Start ging.

## Leben
Tega Odele stammt aus dem Herzen, des im Süden Nigerias gelegenen, Bundesstaats Delta. Seine frühe Kindheit verbrachte er in Ughelli, wo er die Noble Crest Nursery and Primary School besuchte. Während seiner Schulzeit fing er mit der Leichtathletik an. Seinen Schulabschluss erwarb er am Government College in der Stadt Warri. 2009 wurde er im Nachbarland an der Universität von Benin akzeptiert und nahm dort ein Studium der Betriebswirtschaftslehre auf, das er 2013 abschloss. Nach dem Abschluss wurde er stellvertretender Mannschaftskapitän des Leichtathletikclubs der Universität.

## Sportliche Laufbahn
2013 war auch das Jahr in dem Odele erstmals an internationalen Wettkämpfen in den Sprintdisziplinen teilnahm. Im September trat er bei den U20-Afrikameisterschaften auf Mauritius an. Über 200 Meter belegte er mit Bestzeit von 21,69 s den vierten Platz. Zwei Tage zuvor gewann er mit der 4-mal-100-Meter-Staffel die Goldmedaille. 2014 wurde er Nigerianischer Vizemeister über 200 Meter. Im Sommer trat er bei den U20-Weltmeisterschaften in Eugene an. Während er über 200 Meter nicht an den Start gehen konnte, belegte er mit der Staffel den fünften Platz. 2015 trat Odele im Juli mit der Sprintstaffel bei der Universiade in Gwangju an, bei denen sie den elften Platz belegte. Ende Juli wurde er mit 20,47 s Nigerianischer Meister über 200 Meter und erfüllte damit auch die Norm für die Weltmeisterschaften in Peking. Dabei lief er im Vorlauf 20,49 s, womit er als Sechster seines Laufs ausschied. Insgesamt belegte er bei seinem WM-Debüt den 30. Platz. Einen Monat später lief er mit der Staffel auf den ersten Platz bei den Afrikaspielen in Brazzaville, wenngleich sie später disqualifiziert wurde. Über 200 Meter stellte er mit 20,45 s im Vorlauf zunächst persönliche Bestleistung auf, bevor er im Finale die die Bronzemedaille gewinnen konnte. 2017 gelang ihm die Qualifikation für die Olympischen Sommerspiele in Rio de Janeiro. Dort schied er mit 21,25 s allerdings als Letzter seines Vorlaufs aus und landete insgesamt auf dem 40. Platz. Seitdem nahm er bislang an keinen internationalen Meisterschaften mehr teil. 2018 verpasste er als Fünfter bei den Nigerianischen Trials die Qualifikation für die Commonwealth Games in Australien. Erst 2019 konnte er wieder Zeiten von unter 21 Sekunden über 200 Meter laufen, die jedoch wegen seines Dopings wieder annulliert wurden.

## Dopingvergehen
Weil er positiv auf das Steroid Methenolon getestet worden war, sperrte ihn die Athletics Integrity Unit (AIU), die unabhängige Integritätskommission des Weltleichtathletikverbandes World Athletics, für gut vier Jahre bis zum 19. Mai 2023.

## Wichtige Wettbewerbe
| Jahr                | Veranstaltung             | Ort                 | Platz               | Disziplin           | Zeit                |
| Startet für Nigeria | Startet für Nigeria       | Startet für Nigeria | Startet für Nigeria | Startet für Nigeria | Startet für Nigeria |
| ------------------- | ------------------------- | ------------------- | ------------------- | ------------------- | ------------------- |
| 2012                | U20-Afrikameisterschaften | Bambous             | 4.                  | 200 m               | 21,69 s             |
| 2012                | U20-Afrikameisterschaften | Bambous             | 1.                  | 4 × 100 m           | 40,36 s             |
| 2014                | U20-Weltmeisterschaften   | Eugene              | 5.                  | 4 × 100 m           | 39,66 s             |
| 2015                | Universiade               | Gwangju             | 11.                 | 4 × 100 m           | 40,45 s             |
| 2015                | Weltmeisterschaften       | Peking              | 30.                 | 200 m               | 20,49 s             |
| 2015                | Afrikaspiele              | Brazzaville         |                     | 4 × 100 m           | DSQ                 |
| 2015                | Afrikaspiele              | Brazzaville         | 3.                  | 200 m               | 20,58 s             |
| 2016                | Olympische Sommerspiele   | Rio de Janeiro      | 40.                 | 200 m               | 21,25 s             |

## Persönliche Bestleistungen
- 200 m: 20,45 s, 16. September 2015, Brazzaville
- 400 m: 48,65 s, 31. Mai 2016, Shagamu